# Doniphan Township (Missouri)
Pour les articles homonymes, voir Doniphan.
Doniphan Township est un ancien township, situé dans le comté de Ripley, dans le Missouri, aux États-Unis,.
Le township est fondé en 1871 et baptisé en référence à la ville de Doniphan.